# Arda Güler
Arda Güler (Altındağ, Ankara, 25 de febrero de 2005) es un futbolista turco que juega de centrocampista en el Real Madrid C. F. de la Primera División de España.

## Trayectoria

### Fenerbahçe S. K.
Entró a las categorías inferiores del Fenerbahçe S. K. en 2019 procedente del Gençlerbirliği S. K., donde fue promovido al primer equipo en enero de 2021. Debutó con el primer equipo el 19 de agosto de 2021 en la victoria por la mínima frente al HJK Helsinki finés en la Liga Europa. Disputó 12 encuentros de la Superliga de Turquía en su primer año, donde registró 3 goles y 4 asistencias, con actuaciones que llamaron la atención de grandes clubes europeos. Durante este año, en marzo de 2022, renovó su contrato con el club por tres años.
Para la temporada 2022-23, se le asignó el dorsal número 10, que tiene un significado especial para la afición del Fenerbahçe, siendo el dorsal del excapitán y la leyenda del club Alex de Souza. En el primer encuentro de la temporada ante el Kasımpaşa S. K., anotó dos goles en 21 minutos. Terminó ganando la Copa de Turquía y siendo nombrado mejor jugador de la final.

### Real Madrid C. F.
El 6 de julio de 2023 fue traspasado al Real Madrid C. F. El precio de la operación fue de 20 millones de euros fijos más 10 variables y un 20% de una futura venta. Debutó el 6 de enero de 2024 en un partido de Copa del Rey, contra la Arandina C. F., después de haber sufrido tres lesiones desde su llegada. Marcó su primer gol el 10 de marzo contra el R. C. Celta de Vigo en la liga española.

## Selección nacional

### Categorías inferiores
Participó en el proceso de Clasificación al Campeonato Europeo Sub-17 de la UEFA 2022 con la selección sub-17 de Turquía, en el que disputó tres encuentros. Además, formó parte del equipo en el propio Campeonato Europeo Sub-17 de la UEFA 2022, disputando igualmente tres partidos.

### Selección absoluta
Debutó con la selección absoluta en noviembre de 2022 ante la República Checa en un amistoso. Su primer gol llegó el siguiente 19 de junio en un partido de clasificación para la Eurocopa 2024 contra Gales, convirtiéndose con 18 años y 114 días en el goleador más joven en la historia de la selección.
El 18 de junio de 2024 se estrenó en una Eurocopa y marcó frente a Georgia, superando de este modo en 14 días a Cristiano Ronaldo como el jugador más joven en la historia de la competición en anotar en su debut.

#### Participaciones en Eurocopas
| Copa          | Sede     | Resultado        | Partidos | Goles |
| ------------- | -------- | ---------------- | -------- | ----- |
| Eurocopa 2024 | Alemania | Cuartos de final | 5        | 1     |

## Estadísticas

### Clubes
Actualizado al último partido disputado el 19 de agosto de 2025.
| Club                       | Div.          | Temporada     | Liga  | Liga  | Liga   | Copas nacionales | Copas nacionales | Copas nacionales | Copas internacionales | Copas internacionales | Copas internacionales | Total | Total | Total  |
| Club                       | Div.          | Temporada     | Part. | Goles | Asist. | Part.            | Goles            | Asist.           | Part.                 | Goles                 | Asist.                | Part. | Goles | Asist. |
| -------------------------- | ------------- | ------------- | ----- | ----- | ------ | ---------------- | ---------------- | ---------------- | --------------------- | --------------------- | --------------------- | ----- | ----- | ------ |
| Fenerbahçe S. K. Turquía   | 1.ª           | 2021-22       | 12    | 3     | 3      | 0                | 0                | 0                | 4                     | 0                     | 1                     | 16    | 3     | 4      |
| Fenerbahçe S. K. Turquía   | 1.ª           | 2022-23       | 20    | 4     | 3      | 5                | 1                | 2                | 10                    | 1                     | 1                     | 35    | 6     | 6      |
| Fenerbahçe S. K. Turquía   | Total club    | Total club    | 32    | 7     | 6      | 5                | 1                | 2                | 14                    | 1                     | 2                     | 51    | 9     | 10     |
| Real Madrid C. F. · España | 1.ª           | 2023-24       | 10    | 6     | 0      | 2                | 0                | 0                | 0                     | 0                     | 0                     | 12    | 6     | 0      |
| Real Madrid C. F. · España | 1.ª           | 2024-25       | 28    | 3     | 4      | 6                | 2                | 3                | 15                    | 1                     | 2                     | 49    | 6     | 9      |
| Real Madrid C. F. · España | 1.ª           | 2025-26       | 1     | 0     | 0      | 0                | 0                | 0                | 0                     | 0                     | 0                     | 1     | 0     | 0      |
| Real Madrid C. F. · España | Total club    | Total club    | 39    | 9     | 4      | 8                | 2                | 3                | 15                    | 1                     | 2                     | 62    | 12    | 9      |
| Total carrera              | Total carrera | Total carrera | 71    | 16    | 10     | 13               | 3                | 5                | 29                    | 2                     | 4                     | 113   | 21    | 19     |
| 1. 2.                      |               |               |       |       |        |                  |                  |                  |                       |                       |                       |       |       |        |

## Palmarés

### Títulos nacionales
| Título                     | Club              | País    | Año  |
| -------------------------- | ----------------- | ------- | ---- |
| Copa de Turquía            | Fenerbahçe S. K.  | Turquía | 2023 |
| Supercopa de España        | Real Madrid C. F. | España  | 2024 |
| Primera División de España | Real Madrid C. F. | España  | 2024 |

### Títulos internacionales
| Título                           | Club              | Sede     | Año  |
| -------------------------------- | ----------------- | -------- | ---- |
| Liga de Campeones de la UEFA     | Real Madrid C. F. | Londres  | 2024 |
| Supercopa de Europa              | Real Madrid C. F. | Varsovia | 2024 |
| Copa Intercontinental de la FIFA | Real Madrid C. F. | Catar    | 2024 |